# Those Scurvy Rascals
Those Scurvy Rascals (Brasil: Esses Escorbutos Marotos! / Portugal: Those Scurvy Rascals) é um curta da Nickelodeon desenvolvido na Entara. Nos EUA, passou de 2005 a 2006, no Brasil, de 2007 a 2008 e em Portugal, de 2009 a 2014 e também no Panda Biggs em 2010 e 2011. Todos os episódios desde Under Water Pants passaram em 2006 originalmente, os outros, em 2005.

## Sinopse
Três piratas e um papagaio liderados por Sissy le Poop com escorbuto saem da Jamaica (em outros países,de Penzance) procurando cuecas (no Brazil e em Portugal, nos EUA, eles procuram lingerie).No final de cada episódio eles perdem a cueca que já tinham achado com dificuldade no começo. Sempre algo é destruído, mas nunca para sempre.

## Música
Ela foi composta por Ben Lee-Delisle,autor da música de "Fast food nation".
| Verso em inglês                                        | Traduzido para o português                        | Adaptado para o português                    |
| ------------------------------------------------------ | ------------------------------------------------- | -------------------------------------------- |
| They sail upon the ocean from Jamaica to Penzance,     | Eles velejaram no oceano da Jamaica para Penzance | Velejaram no oceano saindo direto da Jamaica |
| but they don't want gold and they don't want treasure, | mas eles não querem ouro e nem querem tesouro,    | mas não procuram nenhum tesouro,             |
| they only want your pants!                             | eles só querem suas calças!                       | só suas cuecas!                              |
| pants on the poop deck,                                | calças na popa,                                   | cuecas no convés,                            |
| pants in the hold,                                     | calças no reservatório,                           | e nos porões                                 |
| pants in the chest where there should be gold,         | calças no baú do ouro                             | cuecas no navio,                             |
| pants on the quarter deck,                             | calças no convés                                  | e nos timões                                 |
| pants at sea,                                          | calças no mar                                     | cuecas no mar,                               |
| and a big pair of pants where the sail should be-      | e um par de calças aonde o veleiro está-          | no mastro da vela deviam estar…              |
| those scurvy rascals!                                  | esses escorbutos vigaristas!                      | esses escorbutos marotos!                    |

## Episódios
Todos os episódios desde "Under Water Pants" passaram em 2006 originalmente.Os outros,em 2005.
O desenho tem 25 curtas e 1 piloto.
Piloto.Pant Island
1. Pants Odyssey
2. Pet Pants
3. Pantartica
4. The Great Pantcreas Operation
5. Scaredy Pants
6. Under Water Pants
7. Raiders of the Lost Pants
8. Mail Pants
9. Super Pants
10. Dr Pete & Mr Hyde
11. Robot Pants
12. Mama Bait
13. Fist Full of Pants
14. Miner Pants
15. Pirate Pant Pasty
16. 1001 Arabian Pants
17. Sumo Pants
18. Jurassic Pants
19. Panties Are Forever
20. Princess and the Pants
21. Panties on Parade
22. Gorilla Circus
23. Pantium 3000
24. Lochness Pantster
25. Pantcake Day's

## Personagens

### Sissy le Poop (Pierre Cabelinho)
Algo como Boiola le Cocô no original.
É o capitão do navio. Ele usa a internet, é alto, loiro e magro.

### Smelly Pete (Pete Fedido)
É gordo burro e tem grandes dentes.Ele tem a chamada barba de fim de tarde e parece ser o "escorbuto maroto" do título,pela sua falta de dentes e manchas na pele.

### Shark Bait (Isca de tubarão)
Tem um gancho na mão esquerda e um nariz maior do que ele mesmo.É muito baixinho e agitado.

### Polly,the parrot (Polly Papagaio)
Algo como Polly,o Papagaio em inglês.
É o papagaio de Sissy.

### The soiled Pair
Algo como "O par sujo".Na versão em Português,seu nome não foi mencionado.
O barco deles.Foi destruído por um Kraken no primeiro episódio,mas no segundo,voltou ao normal.

## Prêmios(2006)
BAFTA
- Melhor animação infantil

British Animation Award
- Melhor série infantil

Kids Choice Award
- Melhor série